# Henrique Honorato
Henrique Dantas Nóbrega Honorato (Campina Grande, 18 de março de 1997) é um jogador de voleibol brasileiro que atua na posição de ponteiro, com marca de alcance de 335cm no ataque e 310cm no bloqueio. Serviu a Seleção Brasileira na conquista da medalha de prata no Campeonato Sul-Americano Sub-21 de 2016, na Argentina, e foi campeão da Copa Pan-Americana Sub-21 de 2017, no Canadá, e foi semifinalista no Campeonato Mundial Juvenil de 2017 na República Tcheca.

## Carreira
O interesse de Henrique pela prática do voleibol foi precoce, seguindo os passos de seu pai,Manoel Honorato, que foi ex-jogador e depois treinador de voleibol,  iniciou como atleta com apenas nove anos de idade, sendo revelado nas categorias de base do Vôlei Uberlândia, natural de Campina Grande, ainda pequeno, precisamente com dois anos de idade,  passou a viver em Uberlândia.
Representou o time do Colégio Gabarito e as categorias de base da parceria Colégio Gabarito/Uberlândia sagrando-se bicampeão do Campeonato Mineiro Pré-Mirim nos anos de 2010 e 2011, e bicampeão também na categoria mirim em 2010 pelo Uberlândia/Futel sob o comando do técnico Deivid Rotta e 2011.
Na temporada de 2012  atuando pelo Colégio Gabarito/Uberlândia sagrou-se tricampeão do Campeonato Mineiro Mirim e vice-campeão na categoria Infantil e terceiro colocado na categoria infanto-juvenil, além da conquista do título dos Jogos Escolares de Minas Gerais (Jemg) e do vice-campeonato Jogos Escolares da Juventude, antes chamado de  Olimpíadas Escolares Nacionais e Jogos Escolares Brasileiros (Jebs), competidores de 15 a 17 anos (Módulo II),  disputada em Cuiabá em 2012.
No ano de 2013, aos dezesseis anos de idade, foi convocado  para Seleção Mineira para disputar a edição do Campeonato Brasileiro de Seleções Estaduais de 2013, categoria infanto-juvenil da primeira divisão, sediado em São Leopoldo conquistando o vice-campeonato, sob o comando do técnico Sérgio Valadares.
Novamente disputa uma edição dos Jogos Escolares da Juventude neste mesmo ano, desta vez sediado em Belém do Pará, pelo Colégio Gabarito/Uberlândia que representou seu Estado em tal edição e sob o comando de seu pai, alcançando a quarta colocação final. Nesta temporada foi indicado para Seleção Brasileirae foi convocado pelo técnico Vinícius Gomes para a primeira avaliação  na categoria infantil.
Em 2014 continuou junto do pai, desta vez este coordenava o projeto de voleibol do Academia do Vôlei Uberlândia patrocinado pela Fundação Uberlandense de Turismo, Esporte e Lazer (Futel), passando a utilizar a alcunha Futel Uberlândia e pos este clube alcançou o vice-campeonato no Campeonato Mineiro infanto-juvenil de 2014 e no mesmo ano serviu a Seleção Mineira no Campeonato Brasileiro de Seleções Estaduais, categoria infanto-juvenil  da primeira divisão, realizando em Jaraguá do Sul, neste alcançou a sexta colocação; voltou atuar pelo UTC/Gabarito/Futel na edição dos Jogos de Minas (antes chamado de Jimi) e sob comando de seu pai conquistaram o título.
Na temporada de 2015 se transferiu novamente para o Academia do Vôlei/Futel conquistando  pelo Colégio Gabarito/Unipac /Academia do Vôleias terceiras posições nos Campeonatos Mineiros, categoria infanto-juvenil e juvenil de 2015.
Representou a Seleção Mineira no Campeonato Brasileiro de Seleções de 2015, categoria juvenil da primeira divisão, realizado em Saquarema, conquistando o bronze nesta edição. Atuando pelo Gabarito/Unipac /Futel conquistou o título da Liga Nacional Sub-23 em 2015 na cidade de Maceió.
Ainda em 2015 disputou pelo Gabarito/Unipac/Futel a edição dos Jogos Universitários de Minas Gerais (Jums)  e conquistou o título e a qualificação para edição dos Jogos Universitários Brasileiros (Jubs), também conquistou o vice-campeonato brasileiro na Liga do Desporto Universitário (LDU), em Brasília; no referido Jubs de 2015, sediado em Uberlândia, conquistou o bronze.
Em 2016 continuou pela  Academia do Vôlei Futel quando convocado para representar a Seleção Mineira Juvenil na edição do Campeonato Brasileiro de Seleções Estaduais, categoria juvenil da divisão especial, sediado em Saquarema e nesta edição finalizou na sétima colocação.
Foi convocado em 2016 para a Seleção Brasileira Juvenil pelo técnico Giovane Gávio para disputar o Campeonato Sul-Americano Juvenil  de 2016 em Bariloche, Argentina, ocasião que conquistou a medalha de prata.
Henrique disputou pelo elenco adulto do Uberlândia Tênis Clube/Gabarito a edição da Superliga Brasileira B 2016 e finalizou na oitava posição, após esta competição, após muitas recusas passadas, aceita a proposta do Minas Tênis Clube, deixando assim o projeto coordenado por seu pai, já por este clube disputou um torneio quadrangular no interior paulista com elenco juvenil, sob o comando do técnico Guilherme Novaes. Pelo elenco juvenil também conquistou o título da etapa microrregional dos Jogos de Minas de 2016.
Na temporada 2016-17 disputou a correspondente Superliga Brasileira A e chegou atuar na edição registrando três pontos. Em 2017 foi convocado para Seleção Brasileira, categoria juvenil,  em preparação para a disputa da edição da Copa Pan-Americana Juvenil sediada em Fort McMurray no Canadá e sagrou-se campeão, destacando-se nas estatísticas como quinto colocado entres os sacadores com nove aces, o nono colocado entre os maiores pontuadores com cinquenta pontos, integrou a seleção do campeonato sendo premiado integrando a seleção do campeonato como 2º Melhor Ponteiro; e pela seleção juvenil disputou a edição do Campeonato Mundial Juvenil de 2017, sediado nas cidades de Brno e České Budějovice, República Tcheca, alcançando o quarto lugar.
Na jornada 2017-18 passa a integrar o elenco profissional do Minas Tênis Clube e foi inscrito na edição da Superliga Brasileira A 2017-18.
Na temporada 2018-19 renova com o Fiat/Minas conquistando o vice-campeonato mineiro em 2018 e o vice-campeonato na Copa Brasil de 2019 sediado em Lages.
Foi convocado para seleção brasileira e disputou a edição dos Jogos Pan-Americanos de 2019 em Lima participando da conquista da medalha de bronze e permaneceu no Fiat/Minas para as competições de 2019-20.Terminou com o vice-campeonato na edição do Campeonato Mineiro de 2019.
Em junho de 2023, Honorato foi anunciado como o novo reforço do Joinville Vôlei para a temporada 2023–24.
Honorato teve participação decisiva nas finais do Campeonato Catarinense, culminando com a conquista do título. Já pela Superliga, ele manteve o alto nível e foi um dos destaques do time na competição, sendo o maior pontuador, com 345 pontos, e melhor sacador, com 37 acertos. Sendo superado apenas pelo oposto Darlan, do Sesi Bauru, que anotou 55 aces. Honorato encerrou sua passagem pelo Joinville com 31 jogos na temporada (28 pela Superliga, 2 pelo Campeonato Catarinense e 1 pela Copa Brasil).
Honorato foi anunciado Ślepsk Suwałki, da Polônia, ao fim da temporada 2023-24.

## Títulos e resultados

### Títulos
Minas Tênis Clube
- Copa Brasil: 2022

Joinville Vôlei
- Campeonato Catarinense: 2023

### Resultados
- Copa Brasil: 2018
- Campeonato Mineiro: 2018 e 2019
- Campeonato Mundial Juvenil: 2017[59]
- Liga Nacional Sub-23: 2015[31]
- Jogos Universitários Brasileiros (Jubs): 2015[36]
- Jogos Universitários de Minas Gerais (Jums): 2015[34]
- Liga do Desporto Universitário (LDU): 2015[35]
- Campeonato Brasileiro de Seleções Juvenil (Primeira Divisão): 2015[27]
- Campeonato Brasileiro de Seleções Infantojuvenil (Primeira Divisão): 2013[14]
- Jogos de Minas: 2014[23]
- Jogos de Minas (Etapa Microrregional): 2016[48]
- Campeonato Mineiro Juvenil: 2015[26]
- Campeonato Mineiro Infantojuvenil: 2014[20]
- Campeonato Mineiro Infantojuvenil: 2012[11] e 2015[25]
- Campeonato Mineiro Infantil: 2012[8]
- Campeonato Mineiro Mirim: 2010,[6] 2011[8] e 2012[8]
- Campeonato Mineiro Pré-Mirim: 2010[8] e 2011[8]
- Jogos Escolares da Juventude (Primeira Divisão): 2012[13]
- Jogos Escolares da Juventude (Primeira Divisão): 2013[17]
- Jogos Escolares de Minas Gerais (Jemg): 2012[8]

## Premiações individuais
- 2017: Copa Pan-Americana Sub-21 – Melhor ponteiro[57]
- 2022: Superliga Brasileira – Melhor ponteiro
- 2023: Jogos Pan-Americanos – MVP